# Clasificación de Conmebol para la Copa Mundial de Fútbol de 1986
La clasificación de Conmebol para la Copa Mundial de Fútbol de 1986  fue el torneo que determinó a los equipos nacionales que asistieron por parte de la Confederación Sudamericana de Fútbol a la Copa Mundial que se celebró en México en 1986. La competición se inició el 3 de marzo de 1985 y finalizó el 17 de noviembre del mismo año.
Las selecciones de Argentina, Brasil y Uruguay se clasificaron directamente. Paraguay logró la clasificación tras vencer en la repesca para determinar el cuarto clasificado.

## Equipos participantes
El proceso clasificatorio de Conmebol contó con sus habituales diez equipos.
| Selección | Entrenador           | Ciudad localía           | Estadio localía                     |
| --------- | -------------------- | ------------------------ | ----------------------------------- |
| Argentina | Carlos Bilardo       | Buenos Aires             | Monumental                          |
| Bolivia   | Raúl Pino            | Santa Cruz               | Tahuichi Aguilera                   |
| Brasil    | Telê Santana         | Río de Janeiro São Paulo | Maracanã Morumbi                    |
| Chile     | Pedro Morales Torres | Santiago                 | Nacional de Chile                   |
| Colombia  | Gabriel Ochoa Uribe  | Bogotá Cali              | El Campín Olímpico Pascual Guerrero |
| Ecuador   | Antoninho Ferreira   | Quito                    | Olímpico Atahualpa                  |
| Paraguay  | Cayetano Ré          | Asunción                 | Defensores del Chaco                |
| Perú      | Roberto Chale        | Lima                     | Nacional del Perú                   |
| Uruguay   | Omar Borrás          | Montevideo               | Centenario                          |
| Venezuela | Walter Roque         | San Cristóbal            | Polideportivo de Pueblo Nuevo       |

### Cambio de entrenadores
| Selección | Entrenador saliente | Fecha de salida    | Tipo de salida | Partidos disputados  | Reemplazado por | Fecha de llegada    |
| --------- | ------------------- | ------------------ | -------------- | -------------------- | --------------- | ------------------- |
| Perú      | Moisés Barack       | 9 de junio de 1985 | Renuncia       | 3 (1 PG, 1 PE, 1 PP) | Roberto Chale   | 16 de junio de 1985 |

## Formato de competición

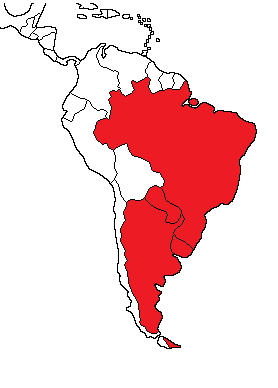
Países clasificados

Las diez selecciones se repartieron en tres grupos diferentes con encuentros a ida y vuelta, uno de los grupos con cuatro participantes y los otros dos grupos con tres.
El primero de cada grupo se clasificó para la Copa Mundial de Fútbol de 1986.
Los segundos y el tercero del grupo 1 se enfrentaron en un play-off a ida y vuelta con semifinales y una final para designar al cuarto participante.

## Resultados

### Grupo 1
| Pos. | Selección | Pts. | PJ | PG | PE | PP | GF | GC | Dif. |
| ---- | --------- | ---- | -- | -- | -- | -- | -- | -- | ---- |
| 1.   | Argentina | 9    | 6  | 4  | 1  | 1  | 12 | 6  | 6    |
| 2.   | Perú      | 8    | 6  | 3  | 2  | 1  | 8  | 4  | 4    |
| 3.   | Colombia  | 6    | 6  | 2  | 2  | 2  | 6  | 6  | 0    |
| 4.   | Venezuela | 1    | 6  | 0  | 1  | 5  | 5  | 15 | -10  |

| L\V                  | Bandera de Argentina | Bandera de Colombia | Bandera de Perú | Bandera de Venezuela |
| Bandera de Argentina |                      | 1:0                 | 2:2             | 3:0                  |
| Bandera de Colombia  | 1:3                  |                     | 1:0             | 2:0                  |
| Bandera de Perú      | 1:0                  | 0:0                 |                 | 4:1                  |
| Bandera de Venezuela | 2:3                  | 2:2                 | 0:1             |                      |

|  | Clasificado a la Copa Mundial de Fútbol de 1986. |
|  | Clasificados al repechaje.                       |

| Fecha               | Lugar         |           |                      | Resultado |                      |           |
| ------------------- | ------------- | --------- | -------------------- | --------- | -------------------- | --------- |
| 26 de mayo de 1985  | Bogotá        | Colombia  | Bandera de Colombia  | 1:0 (1:0) | Bandera de Perú      | Perú      |
| 26 de mayo de 1985  | San Cristóbal | Venezuela | Bandera de Venezuela | 2:3 (1:2) | Bandera de Argentina | Argentina |
| 2 de junio de 1985  | San Cristóbal | Venezuela | Bandera de Venezuela | 0:1 (0:0) | Bandera de Perú      | Perú      |
| 2 de junio de 1985  | Bogotá        | Colombia  | Bandera de Colombia  | 1:3 (0:1) | Bandera de Argentina | Argentina |
| 9 de junio de 1985  | Buenos Aires  | Argentina | Bandera de Argentina | 3:0 (1:0) | Bandera de Venezuela | Venezuela |
| 9 de junio de 1985  | Lima          | Perú      | Bandera de Perú      | 0:0       | Bandera de Colombia  | Colombia  |
| 16 de junio de 1985 | Lima          | Perú      | Bandera de Perú      | 4:1 (2:1) | Bandera de Venezuela | Venezuela |
| 16 de junio de 1985 | Buenos Aires  | Argentina | Bandera de Argentina | 1:0 (1:0) | Bandera de Colombia  | Colombia  |
| 23 de junio de 1985 | San Cristóbal | Venezuela | Bandera de Venezuela | 2:2 (1:1) | Bandera de Colombia  | Colombia  |
| 23 de junio de 1985 | Lima          | Perú      | Bandera de Perú      | 1:0 (1:0) | Bandera de Argentina | Argentina |
| 30 de junio de 1985 | Bogotá        | Colombia  | Bandera de Colombia  | 2:0 (2:0) | Bandera de Venezuela | Venezuela |
| 30 de junio de 1985 | Buenos Aires  | Argentina | Bandera de Argentina | 2:2 (1:2) | Bandera de Perú      | Perú      |

#### Detalles de partidos
| 26 de mayo de 1985 | Colombia      | 1:0 (1:0) | Perú | Estadio El Campín, Bogotá                                  |                                                            |
|                    | M. Prince 26' |           |      | Asistencia: 53 000 espectadores Árbitro(s): Luis Barrancos | Asistencia: 53 000 espectadores Árbitro(s): Luis Barrancos |

| 26 de mayo de 1985 | Venezuela                     | 2:3 (1:2) | Argentina                               | Estadio Pueblo Nuevo, San Cristóbal                                |                                                                    |
|                    | O. Torres 8' · H. Márquez 58' |           | 2', 57' D. Maradona · 42' D. Passarella | Asistencia: 30 000 espectadores Árbitro(s): Juan Daniel Cardellino | Asistencia: 30 000 espectadores Árbitro(s): Juan Daniel Cardellino |

| 2 de junio de 1985 | Venezuela | 0:1 (0:0) | Perú            | Estadio Pueblo Nuevo, San Cristóbal                              |                                                                  |
|                    |           |           | 78' J. C. Uribe | Asistencia: 19 000 espectadores Árbitro(s): Jorge Orellana Vimos | Asistencia: 19 000 espectadores Árbitro(s): Jorge Orellana Vimos |

| 2 de junio de 1985 | Colombia      | 1:3 (0:1) | Argentina                                | Estadio El Campín, Bogotá                                        |                                                                  |
|                    | M. Prince 61' |           | 43', 68' P. Pasculli · 85' J. Burruchaga | Asistencia: 58 000 espectadores Árbitro(s): Arnaldo Cézar Coelho | Asistencia: 58 000 espectadores Árbitro(s): Arnaldo Cézar Coelho |

| 9 de junio de 1985 | Argentina                                          | 3:0 (1:0) | Venezuela | Estadio Monumental, Buenos Aires                          |                                                           |
|                    | M. A. Russo 27' · N. Clausen 88' · D. Maradona 90' |           |           | Asistencia: 35 000 espectadores Árbitro(s): Gastón Castro | Asistencia: 35 000 espectadores Árbitro(s): Gastón Castro |

| 9 de junio de 1985 | Perú | 0:0 | Colombia | Estadio Nacional, Lima                                             |  |
|                    |      |     |          | Asistencia: 40 000 espectadores Árbitro(s): Juan Daniel Cardellino |  |

| 16 de junio de 1985 | Perú                                                              | 4:1 (2:1) | Venezuela     | Estadio Nacional, Lima                                           |                                                                  |
|                     | F. Navarro 15' · G. Barbadillo 20' · J. Hirano 80' · C. Cueto 82' |           | 29' P. Febles | Asistencia: 10 327 espectadores Árbitro(s): Luis Carlos Ferreira | Asistencia: 10 327 espectadores Árbitro(s): Luis Carlos Ferreira |

| 16 de junio de 1985 | Argentina      | 1:0 (1:0) | Colombia | Estadio Monumental, Buenos Aires                                 |                                                                  |
|                     | J. Valdano 25' |           |          | Asistencia: 40 000 espectadores Árbitro(s): Gabriel González Roa | Asistencia: 40 000 espectadores Árbitro(s): Gabriel González Roa |

| 23 de junio de 1985 | Venezuela                  | 2:2 (1:1) | Colombia                             | Estadio Pueblo Nuevo, San Cristóbal                       |                                                           |
|                     | D. Cadeño 6' · B. Añor 64' |           | 16' W. Ortiz · 60' (pen.) H. Herrera | Asistencia: 30 000 espectadores Árbitro(s): Ramón Barreto | Asistencia: 30 000 espectadores Árbitro(s): Ramón Barreto |

| 23 de junio de 1985 | Perú             | 1:0 (1:0) | Argentina | Estadio Nacional, Lima                                        |                                                               |
|                     | J. C. Oblitas 8' |           |           | Asistencia: 45 000 espectadores Árbitro(s): Hernán Silva Arce | Asistencia: 45 000 espectadores Árbitro(s): Hernán Silva Arce |

| 30 de junio de 1985 | Colombia                               | 2:0 (2:0) | Venezuela | Estadio El Campín, Bogotá                                          |                                                                    |
|                     | M. Córdoba 15' · H. Herrera 28' (pen.) |           |           | Asistencia: 35 000 espectadores Árbitro(s): Víctor Vásquez Sánchez | Asistencia: 35 000 espectadores Árbitro(s): Víctor Vásquez Sánchez |

| 30 de junio de 1985 | Argentina                       | 2:2 (1:2) | Perú                                 | Estadio Monumental, Buenos Aires                                 |                                                                  |
|                     | P. Pasculli 12' · R. Gareca 81' |           | 23' J. Velásquez · 39' G. Barbadillo | Asistencia: 65 457 espectadores Árbitro(s): Romualdo Arppi Filho | Asistencia: 65 457 espectadores Árbitro(s): Romualdo Arppi Filho |

### Grupo 2
| Pos. | Selección | Pts. | PJ | PG | PE | PP | GF | GC | Dif. |
| ---- | --------- | ---- | -- | -- | -- | -- | -- | -- | ---- |
| 1.   | Uruguay   | 6    | 4  | 3  | 0  | 1  | 6  | 4  | 2    |
| 2.   | Chile     | 5    | 4  | 2  | 1  | 1  | 10 | 5  | 5    |
| 3.   | Ecuador   | 1    | 4  | 0  | 1  | 3  | 4  | 11 | -7   |

|  | Clasificado a la Copa Mundial de Fútbol de 1986. |
|  | Clasificado al repechaje.                        |

| Fecha               | Lugar      |         |                    | Resultado |                    |         |
| ------------------- | ---------- | ------- | ------------------ | --------- | ------------------ | ------- |
| 3 de marzo de 1985  | Quito      | Ecuador | Bandera de Ecuador | 1:1 (1:1) | Bandera de Chile   | Chile   |
| 10 de marzo de 1985 | Montevideo | Uruguay | Bandera de Uruguay | 2:1 (1:0) | Bandera de Ecuador | Ecuador |
| 17 de marzo de 1985 | Santiago   | Chile   | Bandera de Chile   | 6:2 (4:2) | Bandera de Ecuador | Ecuador |
| 24 de marzo de 1985 | Santiago   | Chile   | Bandera de Chile   | 2:0 (1:0) | Bandera de Uruguay | Uruguay |
| 31 de marzo de 1985 | Quito      | Ecuador | Bandera de Ecuador | 0:2 (0:0) | Bandera de Uruguay | Uruguay |
| 7 de abril de 1985  | Montevideo | Uruguay | Bandera de Uruguay | 2:1 (1:1) | Bandera de Chile   | Chile   |

#### Detalles de partidos
| 3 de marzo de 1985 | Ecuador          | 1:1 (1:1) | Chile              | Estadio Atahualpa, Quito                                        |                                                                 |
|                    | H. Maldonado 43' |           | 31' J. C. Letelier | Asistencia: 50 000 espectadores Árbitro(s): José Roberto Wright | Asistencia: 50 000 espectadores Árbitro(s): José Roberto Wright |

| 10 de marzo de 1985 | Uruguay                        | 2:1 (1:0) | Ecuador     | Estadio Centenario, Montevideo                                 |                                                                |
|                     | C. Aguilera 32' · V. Ramos 90' |           | 54' H. Cuvi | Asistencia: 60 000 espectadores Árbitro(s): Edison Pérez Núñez | Asistencia: 60 000 espectadores Árbitro(s): Edison Pérez Núñez |

| 17 de marzo de 1985 | Chile                                                                    | 6:2 (4:2) | Ecuador             | Estadio Nacional, Santiago                                        |                                                                   |
|                     | H. Puebla 21' · C. Caszely 29', 40' · A. Hisis 34' · J. Aravena 51', 89' |           | 23', 37' F. Baldeón | Asistencia: 75 000 espectadores Árbitro(s): Orazio Di Rosa Giunta | Asistencia: 75 000 espectadores Árbitro(s): Orazio Di Rosa Giunta |

| 24 de marzo de 1985                                                 | Chile                         | 2:0 (1:0) | Uruguay | Estadio Nacional, Santiago                                     |                                                                |
|                                                                     | H. Rubio 28' · J. Aravena 53' |           |         | Asistencia: 80 000 espectadores Árbitro(s): Jesús Diaz Palacio | Asistencia: 80 000 espectadores Árbitro(s): Jesús Diaz Palacio |
| El jugador chileno Jorge Aravena estrenó el remate «gol imposible». |                               |           |         |                                                                |                                                                |

| 31 de marzo de 1985 | Ecuador | 0:2 (0:0) | Uruguay                               | Estadio Atahualpa, Quito                                        |                                                                 |
|                     |         |           | 70' M. Saralegui · 87' E. Francescoli | Asistencia: 45 000 espectadores Árbitro(s): Juan Escobar Veldez | Asistencia: 45 000 espectadores Árbitro(s): Juan Escobar Veldez |

| 7 de abril de 1985 | Uruguay                             | 2:1 (1:1) | Chile                 | Estadio Centenario, Montevideo                              |                                                             |
|                    | J. Batista 9' · V. Ramos 60' (pen.) |           | 29' (pen.) J. Aravena | Asistencia: 75 000 espectadores Árbitro(s): Carlos Espósito | Asistencia: 75 000 espectadores Árbitro(s): Carlos Espósito |

### Grupo 3
| Equipo   | Pts | PJ | PG | PE | PP | GF | GC | Dif |
| -------- | --- | -- | -- | -- | -- | -- | -- | --- |
| Brasil   | 6   | 4  | 2  | 2  | 0  | 6  | 2  | 4   |
| Paraguay | 4   | 4  | 1  | 2  | 1  | 5  | 4  | 1   |
| Bolivia  | 2   | 4  | 0  | 2  | 2  | 2  | 7  | -5  |

|  | Clasificado a la Copa Mundial de Fútbol de 1986. |
|  | Clasificado al repechaje.                        |

| Fecha               | Lugar                   |          |                     | Resultado |                     |          |
| ------------------- | ----------------------- | -------- | ------------------- | --------- | ------------------- | -------- |
| 26 de mayo de 1985  | Santa Cruz de la Sierra | Bolivia  | Bandera de Bolivia  | 1:1 (1:0) | Bandera de Paraguay | Paraguay |
| 2 de junio de 1985  | Santa Cruz de la Sierra | Bolivia  | Bandera de Bolivia  | 0:2 (0:0) | Bandera de Brasil   | Brasil   |
| 9 de junio de 1985  | Asunción                | Paraguay | Bandera de Paraguay | 3:0 (2:0) | Bandera de Bolivia  | Bolivia  |
| 16 de junio de 1985 | Asunción                | Paraguay | Bandera de Paraguay | 0:2 (0:1) | Bandera de Brasil   | Brasil   |
| 23 de junio de 1985 | Río de Janeiro          | Brasil   | Bandera de Brasil   | 1:1 (1:1) | Bandera de Paraguay | Paraguay |
| 30 de junio de 1985 | Río de Janeiro          | Brasil   | Bandera de Brasil   | 1:1 (1:0) | Bandera de Bolivia  | Bolivia  |

#### Detalles de partidos
| 26 de mayo de 1985 | Bolivia     | 1:1 (1:0) | Paraguay     | Estadio Tahuichi Aguilera, Santa Cruz                    |                                                          |
|                    | S. Rojas 9' |           | 82' J. Núñez | Asistencia: 20 000 espectadores Árbitro(s): Elías Jácome | Asistencia: 20 000 espectadores Árbitro(s): Elías Jácome |

| 2 de junio de 1985 | Bolivia | 0:2 (0:0) | Brasil                                 | Estadio Tahuichi Aguilera, Santa Cruz                    |                                                          |
|                    |         |           | 56' W. Casagrande · 59' (a.g.) M. Noro | Asistencia: 24 900 espectadores Árbitro(s): Jorge Romero | Asistencia: 24 900 espectadores Árbitro(s): Jorge Romero |

| 9 de junio de 1985 | Paraguay                                           | 3:0 (2:0) | Bolivia | Estadio Defensores del Chaco, Asunción                           |                                                                  |
|                    | A. Mendoza 17' · J. Jacquet 34' · J. C. Romero 48' |           |         | Asistencia: 40 000 espectadores Árbitro(s): Gilberto Aristizábal | Asistencia: 40 000 espectadores Árbitro(s): Gilberto Aristizábal |

| 16 de junio de 1985 | Paraguay | 0:2 (0:1) | Brasil                       | Estadio Defensores del Chaco, Asunción                    |                                                           |
|                     |          |           | 26' W. Casagrande · 69' Zico | Asistencia: 55 000 espectadores Árbitro(s): Gastón Castro | Asistencia: 55 000 espectadores Árbitro(s): Gastón Castro |

| 23 de junio de 1985 | Brasil       | 1:1 (1:1) | Paraguay         | Estadio Maracanã, Río de Janeiro                                      |                                                                       |
|                     | Sócrates 25' |           | 40' J. C. Romero | Asistencia: 139 923 espectadores Árbitro(s): José Luis Martínez Bazán | Asistencia: 139 923 espectadores Árbitro(s): José Luis Martínez Bazán |

| 30 de junio de 1985 | Brasil     | 1:1 (1:0) | Bolivia                 | Estadio Morumbi, São Paulo                                        |                                                                   |
|                     | Careca 19' |           | 74' J. C. Sánchez Frías | Asistencia: 90 709 espectadores Árbitro(s): Enrique Labo Revoredo | Asistencia: 90 709 espectadores Árbitro(s): Enrique Labo Revoredo |

## Repechaje

### Cuadro de desarrollo
|  | Primera vuelta | Primera vuelta | Primera vuelta | Primera vuelta | Primera vuelta |   |       | Segunda vuelta | Segunda vuelta | Segunda vuelta | Segunda vuelta | Segunda vuelta |  |
|  |                |                |                |                |                |   |       |                |                |                |                |                |  |
|  |                |                |                |                |                |   |       |                |                |                |                |                |  |
|  | Perú           | Perú           | 2              | 0              | 2              |   |       |                |                |                |                |                |  |
|  | Perú           | Perú           | 2              | 0              | 2              |   |       |                |                |                |                |                |  |
|  | Chile          | Chile          | 4              | 1              | 5              |   |       |                |                |                |                |                |  |
|  | Chile          | Chile          | 4              | 1              | 5              |   | Chile | Chile          | 0              | 2              | 2              |                |  |
|  |                |                |                |                |                |   | Chile | Chile          | 0              | 2              | 2              |                |  |
|  |                |                | Paraguay       | Paraguay       | 3              | 2 | 5     |                |                |                |                |                |  |
|  | Colombia       | Colombia       | Paraguay       | Paraguay       | 3              | 2 | 5     | 0              | 2              | 2              |                |                |  |
|  | Colombia       | Colombia       |                |                |                |   |       | 0              | 2              | 2              |                |                |  |
|  | Paraguay       | Paraguay       | 3              | 1              | 4              |   |       |                |                |                |                |                |  |
|  | Paraguay       | Paraguay       | 3              | 1              | 4              |   |       |                |                |                |                |                |  |
|  |                |                |                |                |                |   |       |                |                |                |                |                |  |

### Primera vuelta
| 27 de octubre de 1985 | Paraguay                                                | 3:0 (1:0) | Colombia | Estadio Defensores del Chaco, Asunción                      |                                                             |
|                       | R. Hicks 15' · J. C. Romero 70' (pen.) · R. Cabañas 79' |           |          | Asistencia: 40 000 espectadores Árbitro(s): Carlos Espósito | Asistencia: 40 000 espectadores Árbitro(s): Carlos Espósito |

| 3 de noviembre de 1985 | Colombia                     | 2:1 (0:0) (Global 2:4) | Paraguay        | Estadio Pascual Guerrero, Cali                                 |                                                                |
|                        | S. Angulo 66' · W. Ortiz 88' |                        | 57' B. Ferreira | Asistencia: 6 000 espectadores Árbitro(s): José Roberto Wright | Asistencia: 6 000 espectadores Árbitro(s): José Roberto Wright |

| 27 de octubre de 1985 | Chile                                                  | 4:2 (3:1) | Perú                | Estadio Nacional, Santiago                                           |                                                                      |
|                       | J. Aravena 6', 64' (pen.) · H. Rubio 8' · A. Hisis 15' |           | 45', 76' F. Navarro | Asistencia: 40 340 espectadores Árbitro(s): José Luis Martínez Bazán | Asistencia: 40 340 espectadores Árbitro(s): José Luis Martínez Bazán |

| 3 de noviembre de 1985 | Perú | 0:1 (0:0) (Global 2:5) | Chile          | Estadio Nacional, Lima                                           |                                                                  |
|                        |      |                        | 64' J. Aravena | Asistencia: 42 244 espectadores Árbitro(s): Arnaldo Cézar Coelho | Asistencia: 42 244 espectadores Árbitro(s): Arnaldo Cézar Coelho |

### Segunda vuelta
| 10 de noviembre de 1985 | Paraguay                                               | 3:0 (1:0) | Chile | Estadio Defensores del Chaco, Asunción                           |                                                                  |
|                         | R. Cabañas 9' · R. Delgado 46' · L. Garrido 85' (a.g.) |           |       | Asistencia: 60 000 espectadores Árbitro(s): Arnaldo Cézar Coelho | Asistencia: 60 000 espectadores Árbitro(s): Arnaldo Cézar Coelho |

| 17 de noviembre de 1985 | Chile                       | 2:2 (1:2) (Global 2:5) | Paraguay                            | Estadio Nacional, Santiago                                         |                                                                    |
|                         | H. Rubio 13' · J. Muñoz 80' |                        | 22' V. Schettina · 39' J. C. Romero | Asistencia: 62 000 espectadores Árbitro(s): Juan Daniel Cardellino | Asistencia: 62 000 espectadores Árbitro(s): Juan Daniel Cardellino |

## Estadísticas

### Goleadores
| Jugador            | Selección | Goles | Partidos |
| ------------------ | --------- | ----- | -------- |
| Jorge Aravena      | Chile     | 7     | 8        |
| Julio César Romero | Paraguay  | 4     | 7        |
| Diego Maradona     | Argentina | 3     | 6        |
| Pedro Pasculli     | Argentina | 3     | 6        |
| Hugo Rubio         | Chile     | 3     | 7        |
| Franco Navarro     | Perú      | 3     | 8        |

### Autogoles
| Jugador         | Selección | Rival    | Autogol(es) |
| --------------- | --------- | -------- | ----------- |
| Miguel Noro     | Bolivia   | Brasil   | 1           |
| Lizardo Garrido | Chile     | Paraguay | 1           |

### Tabla general
| Equipo    | Pts | PJ | PG | PE | PP | GF | GC | Dif | Rend.  |
| --------- | --- | -- | -- | -- | -- | -- | -- | --- | ------ |
| Argentina | 9   | 6  | 4  | 1  | 1  | 12 | 6  | +6  | 75,00% |
| Brasil    | 6   | 4  | 2  | 2  | 0  | 6  | 2  | +4  | 75,00% |
| Uruguay   | 6   | 4  | 3  | 0  | 1  | 6  | 4  | +2  | 75,00% |
| Perú      | 8   | 6  | 3  | 2  | 1  | 8  | 4  | +4  | 66,66% |
| Chile     | 5   | 4  | 2  | 1  | 1  | 10 | 5  | +5  | 62,50% |
| Paraguay  | 4   | 4  | 1  | 2  | 1  | 5  | 4  | +1  | 50,00% |
| Colombia  | 6   | 6  | 2  | 2  | 2  | 6  | 6  | 0   | 50,00% |
| Bolivia   | 2   | 4  | 0  | 2  | 2  | 2  | 7  | –5  | 25,00% |
| Ecuador   | 1   | 4  | 0  | 1  | 3  | 4  | 10 | –6  | 12,50% |
| Venezuela | 1   | 6  | 0  | 1  | 5  | 5  | 15 | –10 | 8,33%  |

## Clasificados
| Bandera de Argentina                        | Bandera de Uruguay                          | Bandera de Brasil                           | Bandera de Paraguay                           |
| Argentina                                   | Uruguay                                     | Brasil                                      | Paraguay                                      |
| Ganador del Grupo 1 Clasificado: 30/06/1985 | Ganador del Grupo 2 Clasificado: 07/04/1985 | Ganador del Grupo 3 Clasificado: 23/06/1985 | Ganador del Repechaje Clasificado: 17/11/1985 |